# 労働安全衛生法による免許証

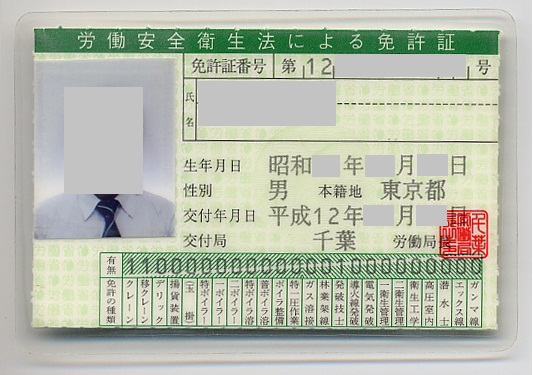
労働安全衛生法による免許証（2001年1月6日から2006年3月31日までに交付されたもの）

労働安全衛生法による免許証（ろうどうあんぜんえいせいほうによるめんきょしょう）は、労働安全衛生法第8章に規定された各種の免許を有することを証明する文書であり、当該免許を受ける資格を有する者の申請に基づき、都道府県労働局長（2008年12月より免許試験合格者の免許は免許証センターのある東京労働局長。その他の無試験及び実技講習修了者などは住所地の都道府県労働局長）が発行する。労働安全衛生法による技能講習修了証明書と同様、日本の労働現場において、事業者（雇用主等）が労働者に対し危険・有害な作業を行わせる際に、当該労働者に求められる作業者又は作業主任者としての資格の証明書である。なお免許証は、可及的速やかに遅滞なく交付しなければならないとされている。

## 現行免許証の記載事項

### 表面
- 最上部に「労働安全衛生法による免許証」
- 左に免許所持者の写真
- 中央から右にかけて次の各事項
  - 免許証番号（下1桁は発行回数）
  - 氏名（フリガナ、漢字等）
  - 生年月日（元号表記）
  - 交付年月日（元号表記）
  - 交付局（○○労働局長）
  - 都道府県労働局長の公印
- 下部に免許の有無と種類（この欄のみ縦書き表記）
- 2017年3月31日までに交付された免許証には本籍地（都道府県まで）欄、同じく2021年3月31日までは性別欄があった。

### 裏面
- 住所（郵便番号、都道府県から地番・部屋番号まで）
- 取得した免許の種類と取得年月日（元号表記）（最大三つまで）
  - 四つ以上の免許を有する場合は、古いものが三つ記載される。四番目以降に取得した免許の取得日は後々参照できなくなるため、別途自分で控えておく必要がある。なお、上位免許取得時に実務経験が必要となるボイラー技士は、現免許日が判るよう繰上げ記載対象であり、四番目以降に取得した場合でも三つ目には記載される。
  - ただし、上位免許を取得した場合（例：第二種衛生管理者→第一種衛生管理者、二級ボイラー技士→一級ボイラー技士）は、下位免許の取得情報は記載候補から除外され、四番目以降に控えていた免許が順次繰り上がって記載されるため、当該除外される下位免許の取得日は別途自分で控えておく必要がある。
  - 記載対象は古いものから選ばれるが、裏面の記載の順序自体は、それら三つの中で新しいものが上から順に3行で記載される。
- 特別ボイラー溶接士免許又は普通ボイラー溶接士免許の有効年月日（元号表記）
- 備考欄
  - 氏名に旧姓、通名を括弧書きで併記の場合はその旨。（2021年4月1日以降の発行から）
  - 免許に条件がある場合はその旨。

## 免許の種類
- 現行免許の多くは厚生労働大臣指定試験機関（公益財団法人安全衛生技術試験協会）が実施する免許試験に合格した者に与えられるが、試験では取得できないもの（他の法令で定める資格を要するものなど）もある。
- 受験に際して所定の学歴・実務経験などが必要となるものと、制限がなく誰でも受けられるものがある(受験に制限が無いものであっても、18歳に満たない者は免許証の発給を受けることは出来ない）。
- 試験には学科試験と実技試験があり、学科試験合格のみで免許が与えられるもの、学科試験合格に加え所定の実務経験を経て免許が与えられるもの、学科試験合格に加え実技試験合格又は実技教習修了を要するもの、がある。
- 現行免許の中では特別ボイラー溶接士と普通ボイラー溶接士の二つのみ有効期限があり更新手続等が必要とされるが、他の資格は無期限有効である。ただし、法令違反などの行為があれば免許取消しとなる可能性があるほか、特定第一種圧力容器取扱作業主任者免許のように他法令の資格所持を前提としている免許の場合は当該資格を喪失した場合に同時に失効となるなど、免許が無条件に生涯保有できる訳ではない。

### 現行免許
労働安全衛生規則別表第4の記載順による。実物の免許証上の表記順（後述）とは異なる。受験資格および免許交付資格に制限のないものには（◎）を、受験資格に制限はないが免許交付資格に制限のあるものには（◯）を、免許交付資格に制限はあるが数日間の講習修了で免許交付資格を得られるものには（△）を、試験以外の方法でしか取得できないものには（※）を、学科試験合格に加えて実技試験合格（または実技教習修了）を要するものには（技）を付記。また、それらの制限等とは別に、一定の要件を満たす者であれば無試験で取得できるものには（●）を付記。
- 第一種衛生管理者（●）
- 第二種衛生管理者（●）
- 衛生工学衛生管理者（※）
- 高圧室内作業主任者（◯）
- ガス溶接作業主任者（◯）（●）
- 林業架線作業主任者（◯）（●）
- 特級ボイラー技士
- 一級ボイラー技士
- 二級ボイラー技士（◯）（△）（●）
- エックス線作業主任者（◎）（●）
- ガンマ線透過写真撮影作業主任者（◎）（●）
- 特定第一種圧力容器取扱作業主任者（※）
- 発破技士（◯）（△）（●）
- 揚貨装置運転士（◎）（技）（●）
- 特別ボイラー溶接士（技）
- 普通ボイラー溶接士（技）
- ボイラー整備士（◯）
- クレーン・デリック運転士（◎）（技）（●）
  - 限定なし
  - クレーン限定
  - 床上運転式クレーン限定
- 移動式クレーン運転士（◎）（技）（●）
- 潜水士（◎）

### 旧免許

#### 存続している旧免許
制度改正のため現在は新規に取得することはできないが、免許自体は有効とされ、過去に取得した者が免許証紛失・滅失等で再発行申請した場合に限り発行される。現行の発破技士が両者の範囲を包括しており、後継かつ上位免許とされる。
- 導火線発破技士（1971年（昭和46年）3月31日限りで新規取得終了）
- 電気発破技士（前同）

#### 後継の免許に置き換えられた旧免許
制度改正に伴い後継の新免許（細分化されたものを含む）を受けたものとみなされる。改正前の免許証を所持している場合、当然その表示は旧免許の名称であるが権限は後継の現行免許と同等となる。なお、紛失・滅失等で再発行申請した場合は、表面の有無欄は現行免許の様式台紙を用いるため現行区分に従って後継免許すべてに「1」等の表示がなされるが、裏面の取得欄には旧免許の名称・取得日が記載され再発行となる。矢印は移行の変遷で、右端が対応する現行免許。
- 衛生管理者（1989年（平成元年）9月30日まで）→ 第一種衛生管理者
- 高圧室管理者（1972年（昭和47年）9月30日まで）→ 高圧室内作業主任者
- アセチレン溶接士（1971年3月31日まで）→ アセチレン溶接主任者（1972年9月30日まで）→ ガス溶接作業主任者
- 林業架線技士（1972年9月30日まで）→ 林業架線作業主任者
- 起重機運転士（1962年（昭和37年）10月31日まで）

→ クレーン運転士＋移動式クレーン運転士＋デリック運転士＋（玉掛）（2006年（平成18年）3月31日まで）(註）
→クレーン・デリック運転士＋移動式クレーン運転士＋（玉掛）
（註）起重機運転士免許を有する者は、1962年4月1日から1963年3月31日までの間に都道府県労働基準局長に書類申請をすれば揚貨装置運転士免許を無試験で得ることができた（労働安全衛生規則の一部を改正する省令（昭和36年労働省令第24号）附則第3条）。
- クレーン運転士（1972年3月31日まで）

→ クレーン運転士＋移動式クレーン運転士＋（玉掛）（2006年3月31日まで）
→クレーン・デリック運転士（クレーン限定）＋移動式クレーン運転士＋（玉掛）
- クレーン運転士、デリック運転士の両方を取得（1962年11月1日から2006年3月31日まで）→クレーン・デリック運転士
- クレーン運転士取得、デリック運転士未取得ながら学科合格済（2005年4月1日から2006年3月31日まで）→クレーン・デリック運転士
- クレーン運転士取得、デリック運転士未取得かつ学科も未合格（1962年11月1日から2006年3月31日まで）→クレーン・デリック運転士（クレーン限定）
- 上記のほか、1978年（昭和53年）9月30日まで（期限に一部例外あり）に取得した揚貨装置運転士、クレーン運転士、移動式クレーン運転士及びデリック運転士には、（玉掛）の権限のあることが表示される。

## 免許証上の表記順
| ク レ ・ デ リ | 移 ク レ ｜ ン | ∧ デ リ ッ ク ∨ | 揚 貨 装 置 | ∧ 玉 掛 ∨ | 特 ボ イ ラ ｜ | 一 ボ イ ラ ｜ | 二 ボ イ ラ ｜ | 特 ボ イ ラ 溶 | 普 ボ イ ラ 溶 | ボ イ ラ 整 備 | 特 一 圧 作 業 | ガ ス 溶 接 | 林 業 架 線 | 発 破 技 士 | 導 火 線 発 破 | 電 気 発 破 | 一 衛 生 管 理 | 二 衛 生 管 理 | 衛 生 工 学 | 高 圧 室 内 | 潜 水 士 | エ ッ ク ス 線 | ガ ン マ 線 |
| -------------- | -------------- | --------------- | ----------- | --------- | -------------- | -------------- | -------------- | -------------- | -------------- | -------------- | -------------- | ----------- | ----------- | ----------- | -------------- | ----------- | -------------- | -------------- | ----------- | ----------- | -------- | -------------- | ----------- |

労働安全衛生規則様式第11号による記載順。ハイフンの左は実際の免許証表面に表示される略称（原本縦書き）。免許の有無は、略称の上欄に、既取得の場合は原則として「1」（使用数字に例外あり。後述）を、未取得の場合は「0」を記載することで表示される。ただし、下位免許を有する者が上位免許を取得した場合（例：第二種衛生管理者免許所持者が第一種衛生管理者免許を取得した場合）は、上位免許が「1」となる代わりに下位免許は「0」と表示される。
なお、表面の免許証番号、生年月日、交付年月日、有無欄での有無を表す数字（0、1など）、裏面の住所欄の番地等及び取得年月日には算用数字が用いられるが、免許の名称の数字部分（二級ボイラー技士の「二」、第一種衛生管理者の「一」など）は縦書き横書きの別にかかわらずすべて漢数字が用いられる。
- クレ・デリ - クレーン・デリック運転士
- 移クレーン - 移動式クレーン運転士
- （デリック） - 旧・デリック運転士
- 揚貨装置 - 揚貨装置運転士
- （玉掛） - 上記4免許に玉掛け業務を行う権限が含まれているかどうかを表示（玉掛け技能講習修了の有無ではない）
- 特ボイラー - 特級ボイラー技士
- 一ボイラー - 一級ボイラー技士
- 二ボイラー - 二級ボイラー技士
- 特ボイラ溶 - 特別ボイラー溶接士
- 普ボイラ溶 - 普通ボイラー溶接士
- ボイラ整備 - ボイラー整備士
- 特一圧作業 - 特定第一種圧力容器取扱作業主任者
- ガス溶接 - ガス溶接作業主任者
- 林業架線 - 林業架線作業主任者
- 発破技士 - 発破技士
- 導火線発破 - 導火線発破技士
- 電気発破 - 電気発破技士
- 一衛生管理 - 第一種衛生管理者
- 二衛生管理 - 第二種衛生管理者
- 衛生工学 - 衛生工学衛生管理者
- 高圧室内 - 高圧室内作業主任者
- 潜水士 - 潜水士
- エックス線 - エックス線作業主任者
- ガンマ線 - ガンマ線透過写真撮影作業主任者

※担当業務の範囲等から見ると衛生工学衛生管理者は第一種衛生管理者・第二種衛生管理者の上位資格であるが、免許としては上位・下位の関係ではないため、第一種衛生管理者免許又は第二種衛生管理者免許の所持者が衛生工学衛生管理者免許を取得した場合は、前者と後者それぞれに「1」が表示される。

### 有無表示に使用される数字の特例

#### 個別の限定条件
一部の免許については「身体又は精神の機能の障害がある者に対して、その者が行うことのできる作業を限定し、その他作業についての必要な条件を付して」免許を与えることができる、と法令に規定されており、それら個別の条件が付される場合は「1」に代わって「9」が表示され、裏面備考欄に当該具体的な条件が記載される。

#### クレーン・デリック運転士免許
クレーン・デリック運転士免許のうち「クレーン限定」又は「床上運転式クレーン限定」の条件が付された場合は、「9」が表示され、裏面備考欄に次のとおり限定条件が記載される。
- クレーン限定
- 床上運転式限定

#### 特定第一種圧力容器取扱作業主任者免許
前述のとおり、特定第一種圧力容器取扱作業主任者免許（特一圧免許）は次の資格を既に取得している者のみが免許交付対象者であり、免許試験合格で取得することはできない（免許試験自体がない）。
1. 電気事業法第44条第1項第6号の第一種ボイラー・タービン主任技術者免状又は同項第7号の第二種ボイラー・タービン主任技術者免状の交付を受けている者
2. 高圧ガス保安法第29条第1項の製造保安責任者免状又は販売主任者免状の交付を受けている者
3. ガス事業法第32条第1項のガス主任技術者免状の交付を受けている者

このうち、1.を根拠として取得する者の有無欄には普通に「1」が表示されるが、2.又は3.により取得する者については「2」が表示される。なお、特一圧免許には前述の（身体・精神による）個別限定制度がないため、「2」と「9」どちらを優先表示するかについての問題は生じない。